# فيكتور شتينجر
فيكتور جون شتينجر(بالإنكليزية:Victor John Stenger) (من مواليد 29 يناير 1935 وتوفي في 27 أغسطس 2014) هو أمريكي مختص في فيزياء الجسيمات، وفيلسوف وكاتب ومشكك ديني.
ويرتبط شتينجر بالإلحاد الجديد وهو كاتب للأدبيات العلمية أيضا. نشر اثني عشر كتابا عن الفيزياء وميكانيكا الكم، وعلم الكون، والفلسفة، والدين، والإلحاد، والعلوم الزائفة، وآخرها كتاب فشل فرضية الاله: كيف يظهر العلم ان الله غير موجودالذي نشر في عام 2007، و الإلحاد جديد: اتخاذ موقف للعلوم والعقل (2009)، و مغالطة التوافق الدقيق: كيف ان الكون ليس مصمما من أجل الإنسانية (2011)، والله وحماقة الإيمان: التعارض بين العلم والدين (2012)، والله والذرة: من ديموقريطس إلى هيغز بوسون (2013).
وهو قائل عبارة «العلم يطير بك إلى القمر، والدين يطير بك إلى داخل المباني». ولد فيكتور J. شتينجر ونشأ في حي الطبقة العاملة في بايون، نيوجيرسي. كان والده مهاجر الليتوانية وكانت والدته ابنة مهاجر مجري. وقال انه حضر المدارس العامة وحصل على بكالوريوس العلوم في الهندسة الكهربائية.